# 賽揚汽車
賽揚汽車（英語：Scion）是豐田汽車自2002年起在北美洲推出的第三個汽車品牌，長期目標是吸引Y世代的年輕消費者。第一個車款賽揚xA掀背車和賽揚xB旅行車於2003年在加州亮相，雙門跑車賽揚tC之後也開始販售，2004年起在美國展開全國性的販售xA的後繼車種賽揚xD。後來品牌在2010年擴展到加拿大。
豐田汽車利用游擊行銷和病毒營銷的方式推展此品牌，而「Scion」這名字代表家族的子裔或繼承者，指的是這個品牌本身和它的車主。由於母廠對於大環境經濟轉變的考量，Scion品牌在2016年8月結束，部分車款回歸到母廠TOYOTA品牌下，並於2017年開始公布後續車款。

## 历史

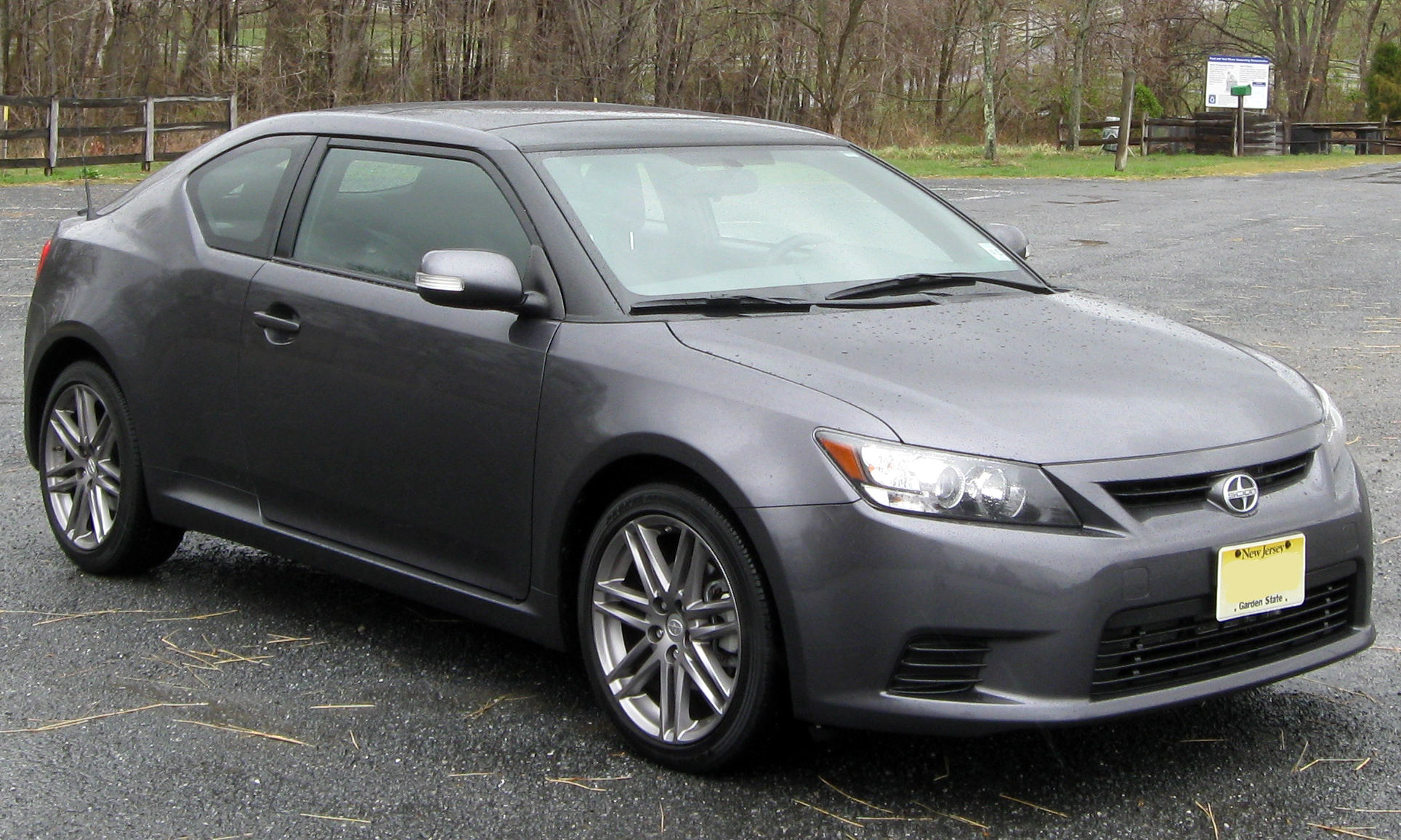
賽揚tC（2011）

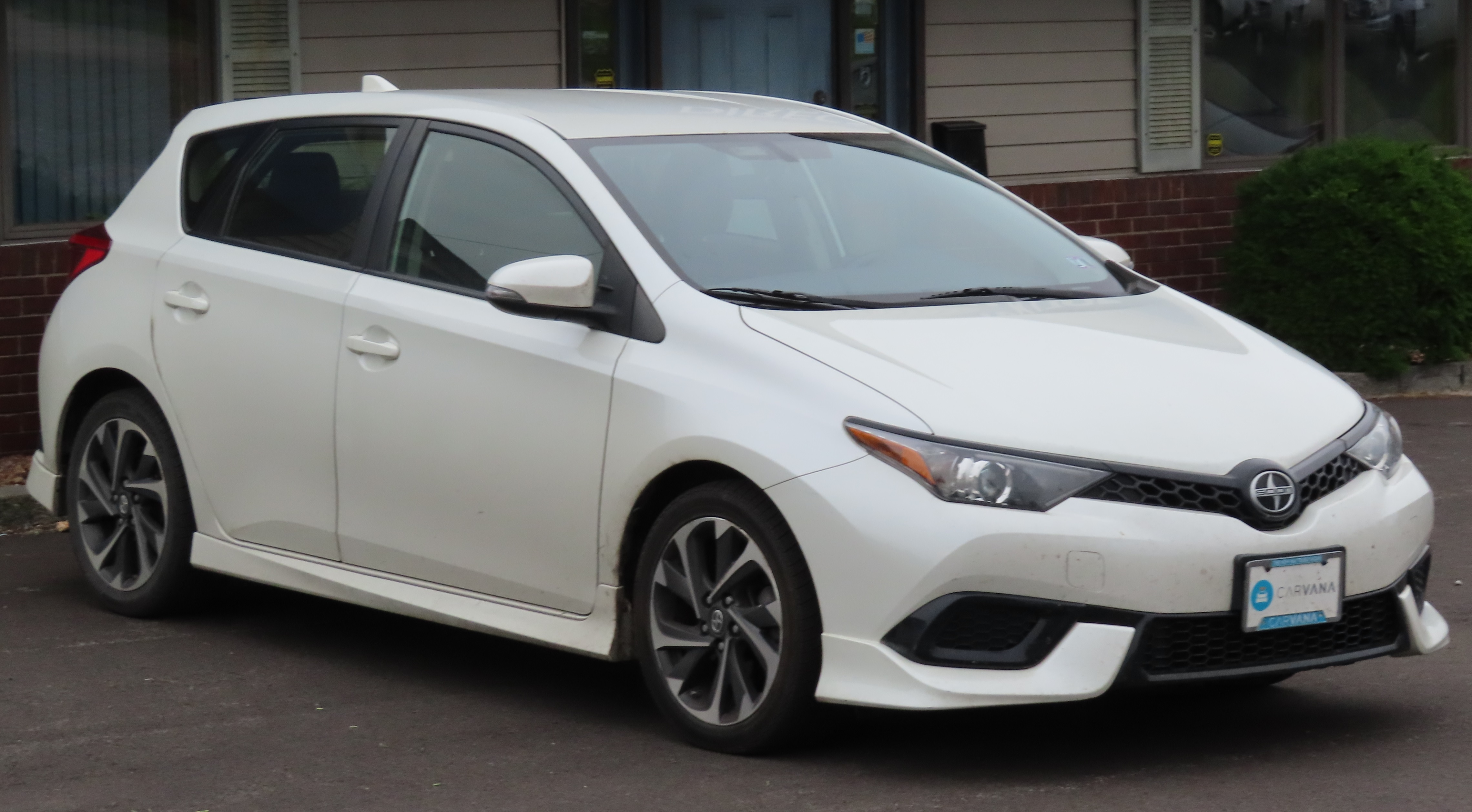
賽揚iM（2016）

1999年豐田汽車曾進行了一項名為「Project Genesis」的計劃（取名自聖經中第一書創世記），內容是關於如何打開美國青年人的市場。其後根據此計劃，豐田在北美推出了豐田Echo經濟型轎車、豐田MR-2和豐田Celica。惟此計劃以失敗告終，並在2001年終止。其後該公司重新審理計劃，改以創造另一品牌取代，即為後來的「Scion」。
賽揚的主要目標對象是針對北美洲市場的青年人，並於2002年3月的紐約國際車展上展示了兩輛概念車：bbX（後來的 xB）和 ccX（後來的tC）；2004年賽揚xA和賽揚xB也率先在2003年1月2日的洛杉磯車展亮相。2003年6月6日上市時，其銷售點僅有加州105家豐田汽車經銷店。後續的展覽在2004年2月擴及到美國南部、東南部和東岸，直至2004年6月才完成擴張經銷網絡；同時在2005年推出賽揚tC。
2006年12月16日新改款的xB上市，它以賽揚t2B的概念為基礎；xA的後繼版本賽揚xD則與新改款的xB在2007年2月8日的芝加哥汽車展（Chicago Auto Show）公諸於眾。
2016年2月3日，丰田汽车宣布赛扬品牌将在2016年8月后逐步停产。FR-S，iA和iM车型在2017年并入丰田品牌，分别为丰田86，丰田雅力士iA和丰田卡罗拉iM。

## 產品

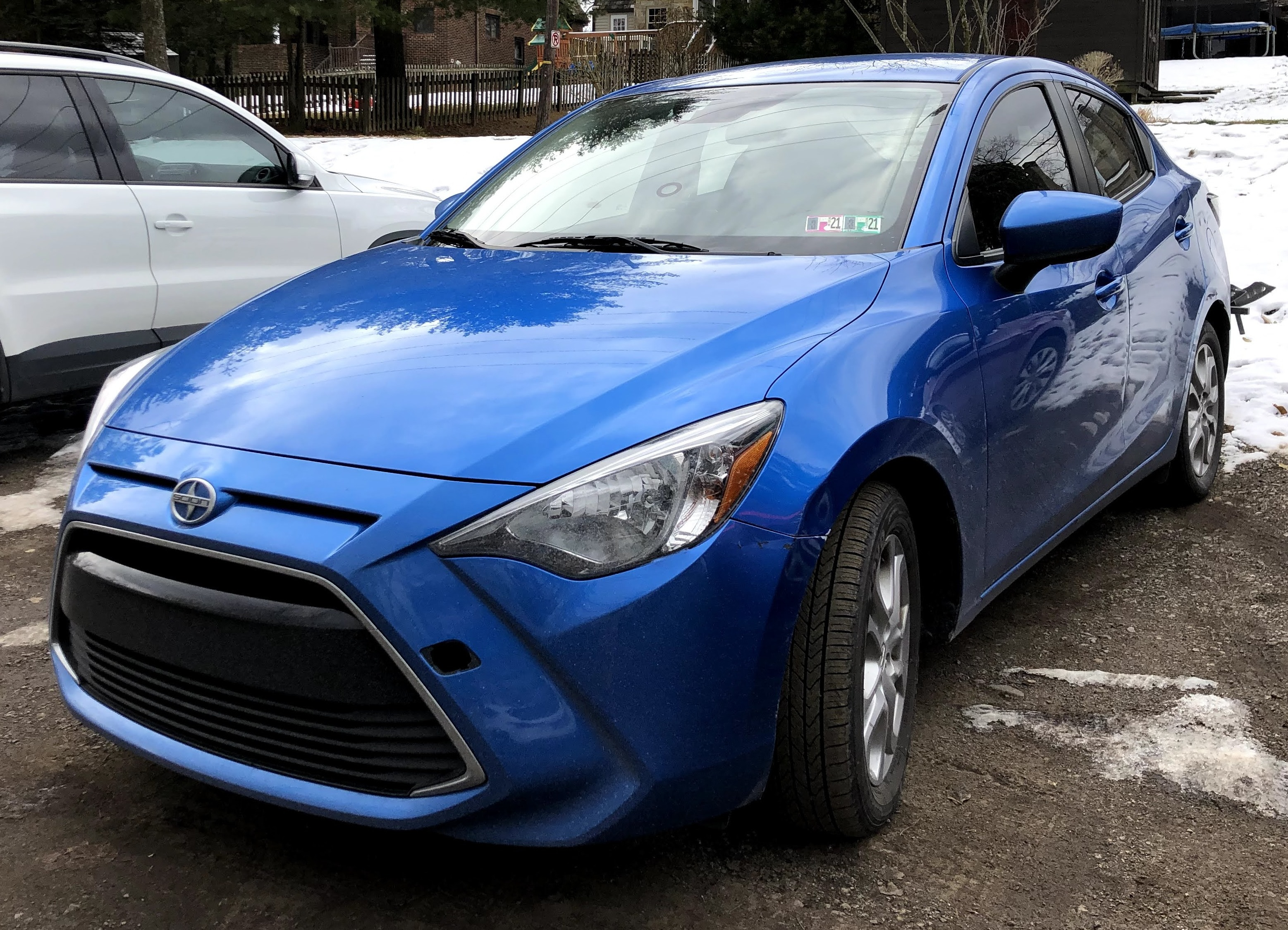
賽揚iA

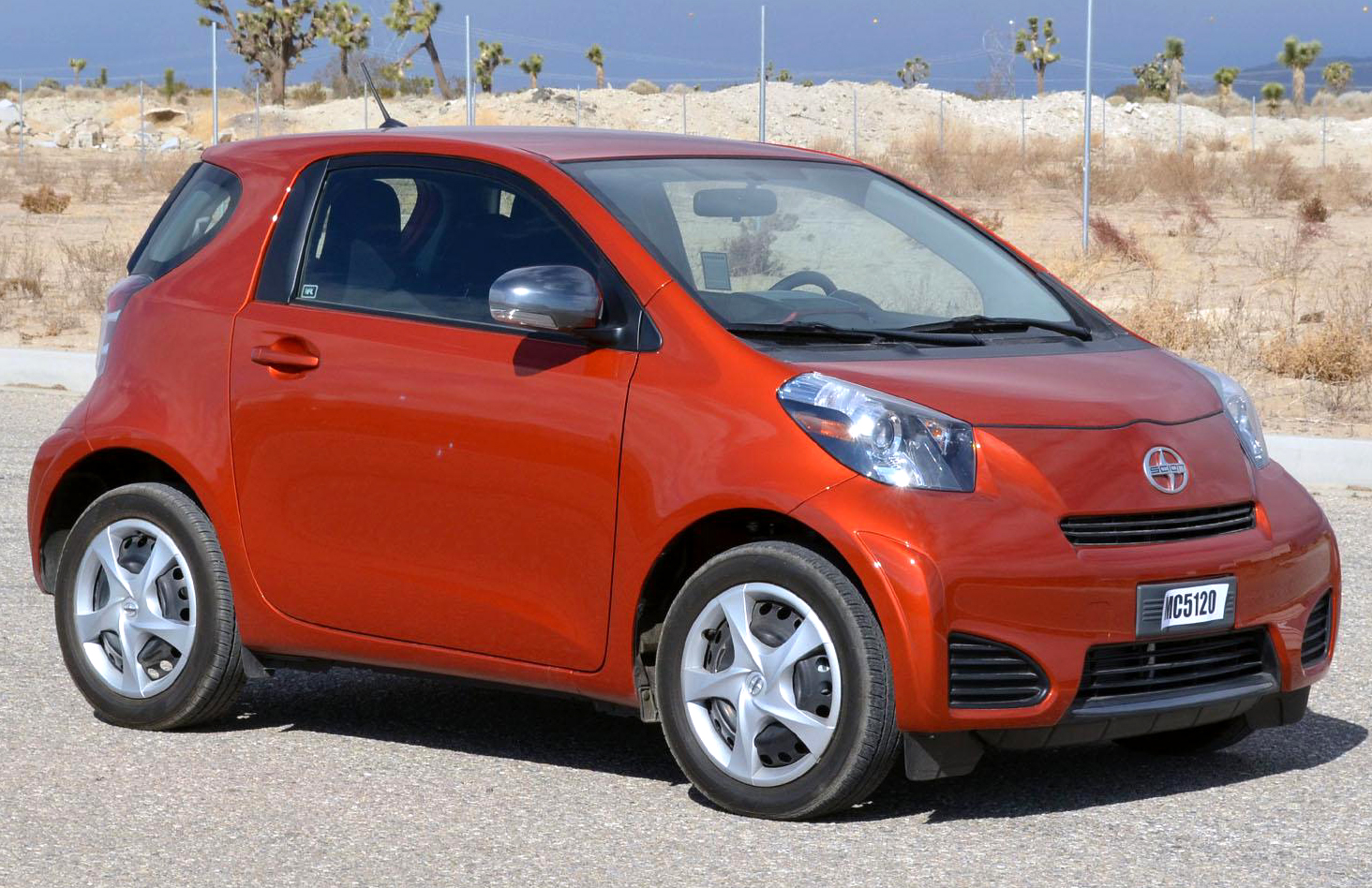
賽揚iQ

目前賽揚汽車推出了3個車款：tC（三門緊湊型運動跑車，從歐洲市場的豐田Avensis四門轎車修改而來）；第二代xB（五門廂形輕型客車，同平台車型為日本市場的豐田Corolla Rumion）；xD（五門緊湊型小車，在日本同平台車型為豐田ist，根据Yaris的四門平台搭配2009年豐田Corolla引擎）。
在2010年下半年第二代tc於北美各地車商發售，而2011年上半年賽揚iQ在美國市場進行銷售。
- 賽揚xA──2003-2006
- 賽揚xB──2003-
  - 第一代：2003-2006（根據日本市場的bB修改而來）
  - 第二代：2008-（根據日本市場的Corolla Rumion修改而來）
- 賽揚tC──2004-
  - 第一代：2004-2010
  - 第二代：2010-
- 賽揚xD──2008-
- 賽揚iQ──2011-
- 賽揚FR-S──2013-
- 賽揚iA──2015-（委託馬自達墨西哥工廠OEM代工，以第四代馬自達2修改而來[8]）

## 价格、配件、可用性
賽揚汽車的營銷方式包括了「純價」和單規格車身策略，並且搭配大量原廠或者TRD配件供以選擇。（TRD=Toyota racing development，為豐田的賽車開發和研究部門）而在做市場研究時，豐田甚至會讓Y世代的買家親自試駕。

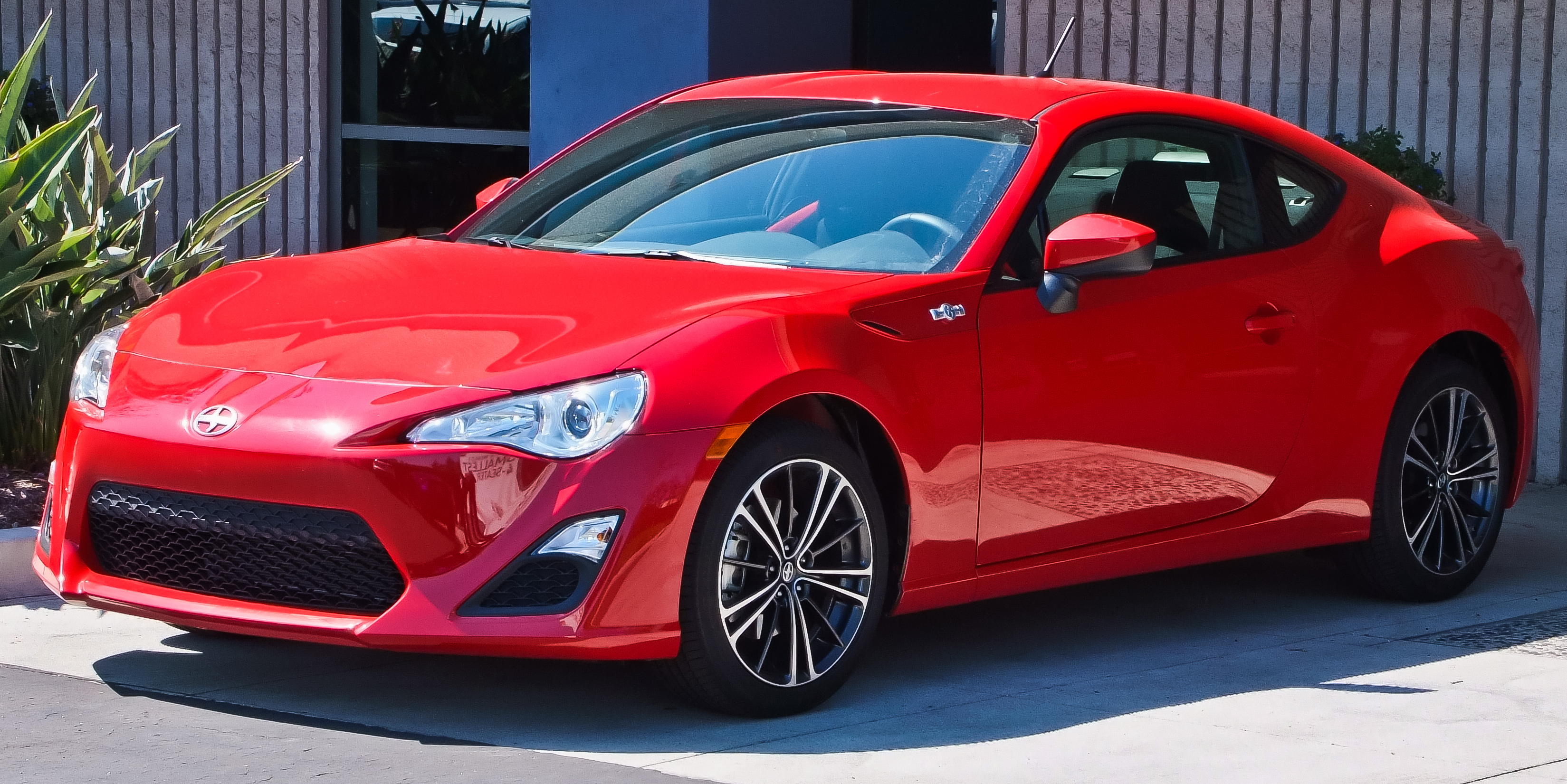
Scion FR-S（換標豐田86）

「纯价」（Pure Price）的意思就是價格統一公布，不管是在公車上、廣告上，或者是在經銷商表單上，價格幾乎都一樣。此策略的好處是縮短、簡化購買流程，而免除客戶與經銷商協議價格。而為確保符合Y世代買家購買力，價格制定時也會調查一番。這策略並非豐田獨創，早於1990年代美國本土的通用汽車也使用過此一措施。
就因「純價」策略，賽揚的汽車設計也就與正式豐田車型不同。舉例，一直以來，豐田凱美瑞提供了很多不同的車身版本：CE等級「懷舊版」（針對預算緊張的買家）、LE「豪華版本」（比較流行的版本）、SE「特別版」（針對喜歡運動型轎車的買家），還有XLE「加強豪華版」（針對手頭寬鬆的買家）。但Scion與此相反，單一車型都只是針對某一個特別客戶群（單規格車身策略）。

## 目標客戶群
2007年二月份丰田客户的中间年龄段的客户主要都是54岁左右，相反地賽揚汽車的普遍买家年龄段却是行业内最低的39岁。賽揚的头两款车型xA和xB虽然对于美国的路况来说比较特别，但是却大受面向入门级汽车客户们的欢迎，tC车款接纳度也很高销售也颇为轻松。